# Pere Foved
Pere Foved (Esplugues de Llobregat, 1977) és un bateria de jazz i músic de sessió català.
Començà els seus estudis musicals de solfeig i piano al Conservatori de Badalona als vuit anys. Uns anys després escull la bateria com el seu instrument principal i completa els seus estudis a l'Aula de Música Moderna i Jazz del Liceu. Va ampliar els seus coneixements al Drummers Collective de Nova York.
Ha col·laborat amb artistes com Santiago Auserón (Juan Perro), Monica Green, Joan Vinyals, David Pastor, Laura Simó, Joan Pau Cumellas, Dani Nel·lo i Big Mama.
Ha gravat una cinquantena de discs com a músic de sessió per altres artistes i lidera el seu propi projecte amb el qual ha publicat dos àlbums: Reflexions en sis (Fresh Sound Records, 2007) i Flowing Rhythm (Fresh Sound New Talent, 2019). En el camp de l’ensenyament, ha escrit tres llibres: Estudis de caixa, Estudis de caixa II i Estudis de bateria, publicats per l’editorial (Dinsic Publicacions Musicals).

## Discografia
- Reflexions en sis (Blue Moon Inner Jazz, 2008)[5]
- Camins dispars amb David Pastor (Omix records, 2011)[6]
- Jazz de Catalunya 2012[7]
- Flowing Rhythm (Fresh Sound New Talent, 2019)